# اوگوست اسکلینن
اوگوست اسکلینن (فنلاندی: August Eskelinen; ۱۶ ژوئیهٔ ۱۸۹۸ – ۱۰ ژوئن ۱۹۸۷) اسکی‌باز صحرانوردی اهل فنلاند بود.